# 阿特金森鎮區 (明尼蘇達州卡爾頓縣)
阿特金森鎮區（英語：Atkinson Township）是位於美國明尼蘇達州卡爾頓縣的一個行政鎮區。

## 地方資料
阿特金森鎮區的面積為47.00平方千米，當中陸地面積為45.00平方千米，而水域面積為2.00平方千米。根據2020年美國人口普查的數據，當地共有人口400人，而人口密度為每平方千米8.51人。